# Волоконно-оптические соединители
Волоконнооптический соединитель (оптический коннектор, разъем) — устройство терминации концов оптоволокна, предназначенное для быстрого механического соединения и разъединения оптических волокон, по сравнению с терминацией посредством сплайс-пластины. Коннекторы механически совмещают центры волокон, позволяя проходить световому потоку. Более качественные разъёмы дают крайне малые потери светового сигнала от отражения или перекоса волокон. В общей сложности, на рынке присутствует около 100 типов волоконнооптических соединителей.

### Конструкция
Разъёмное соединение оптических волокон состоит из трёх частей: двух соединителей и соответствующей им по типу розетки. Соединители вставляются в розетку с противоположных сторон (во встречном направлении) до полного контакта друг с другом и фиксируются. Способ фиксации коннекторов в розетке может быть резьбовым, байонетным, при помощи запорного механизма и определяется его типом.

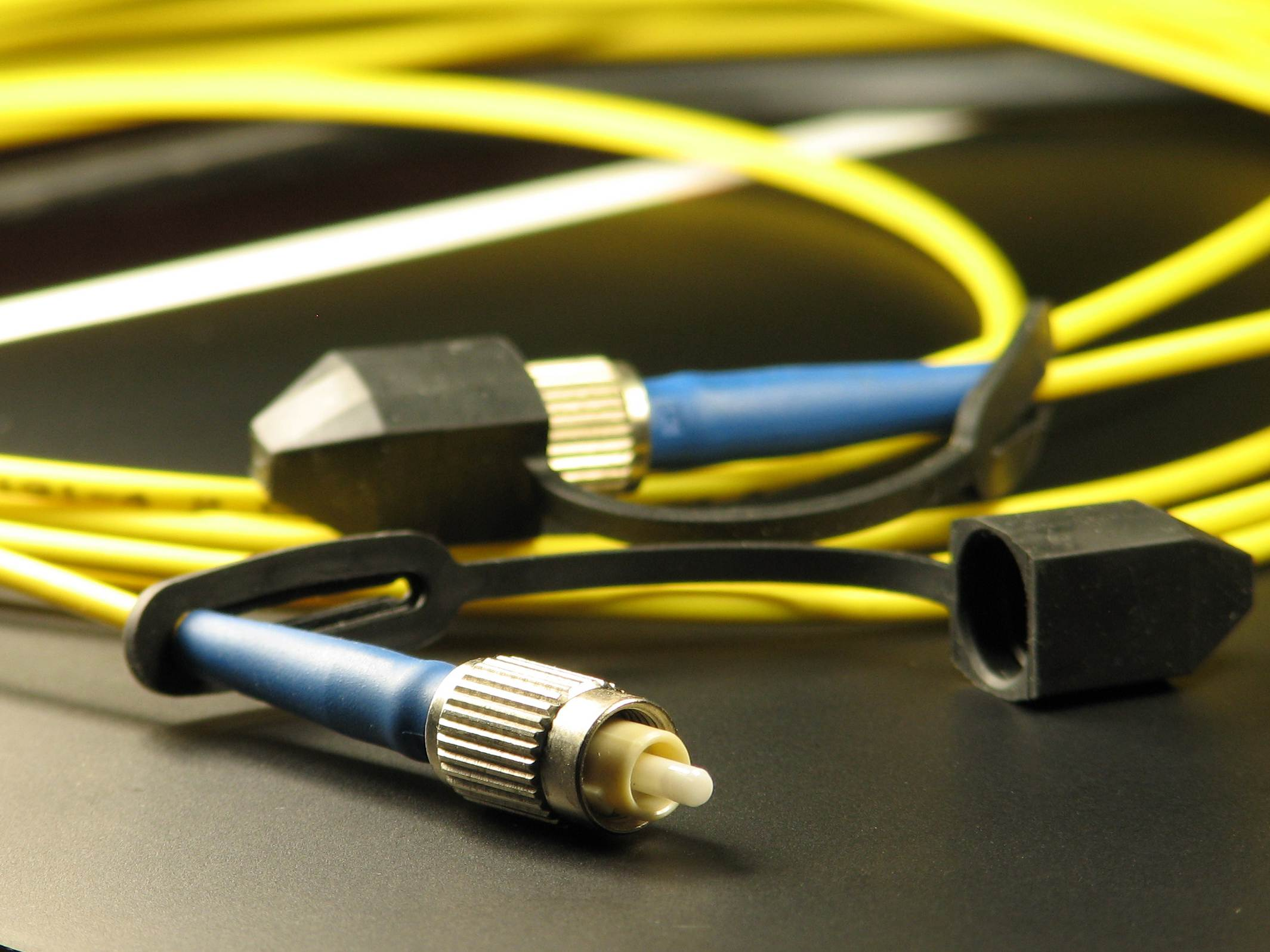
Волоконноптический соединитель FC/PC

В пластмассовом или металлическом корпусе оптического соединителя (коннектора) встроен наконечник (ferrule), изготовленный из керамики (окиси циркония), имеющей коэффициент теплового расширения близкий по своему значению к коэффициенту теплового расширения стекла из которого производят оптические волокна. Это гарантирует стабильное оптическое соединение в температурном диапазоне от −40 до +80С.

### Типы соединителей

#### По типу (дизайну) корпуса
Существующие типы (формфакторы) соединителей (отличаются по форме, размеру и способу соединения): SC, ST, LC, MTRJ, MPO, MU, SMA, FDDI, E2000, DIN4, и D4.

#### По типу торца наконечника (феррула)
РС-соединители (Physical Contact) — торец наконечника строго перпендикулярен продольной оси.
АРС-соединители (Angled Physical Contact) — торец наконечника имеет наклон в 8 или 9 градусов от перпендикуляра.

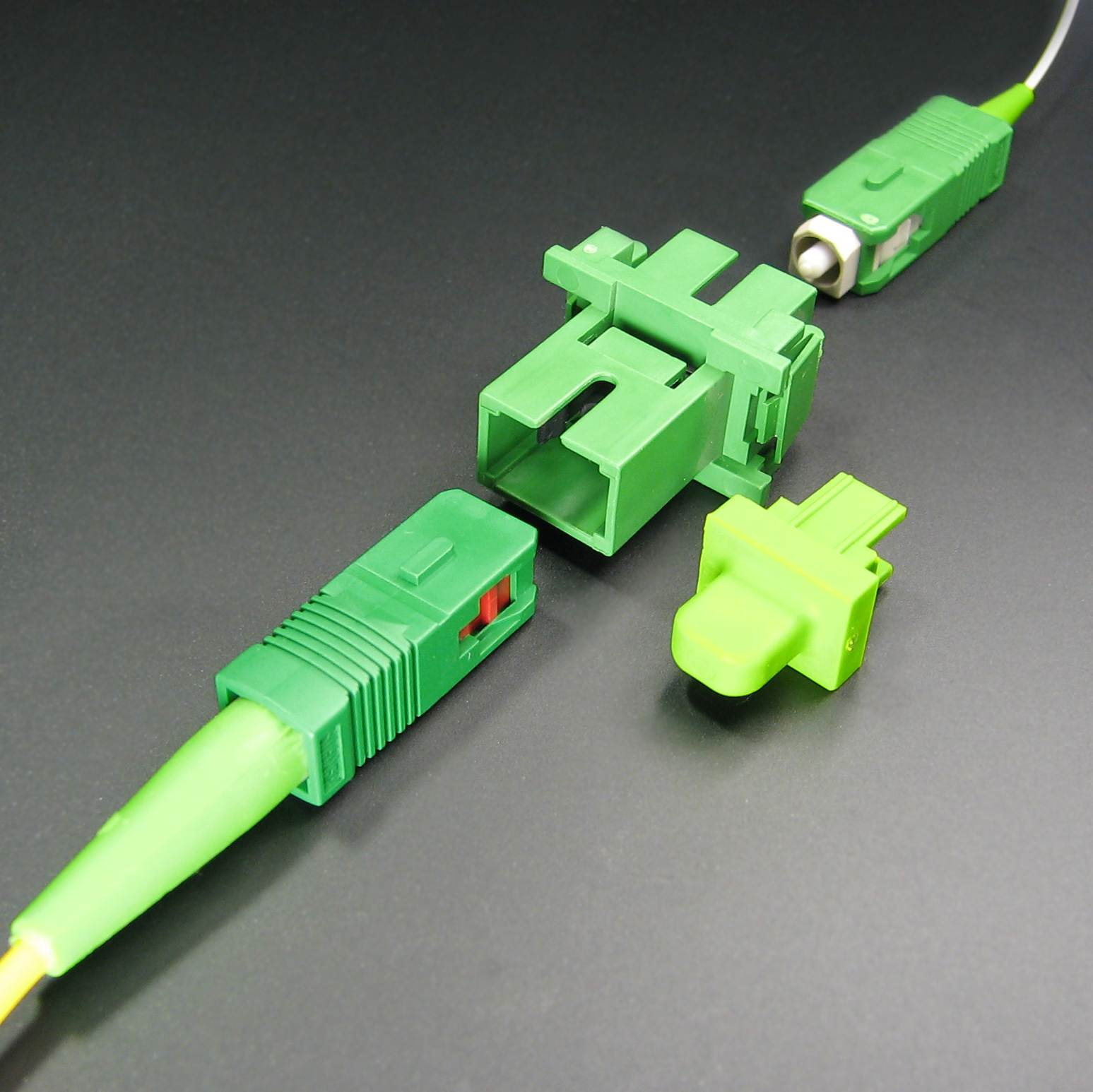
Волоконно-оптические соединители SC/APC с розеткой и заглушкой для розетки

Чтобы однозначно описать тип волоконно-оптического соединителя, через дробь указывается тип корпуса и тип наконечника, например FC/РС, SC/АРС.

### Установка соединителя на волокно
Оптическое волокно фиксируется во внутреннем отверстии наконечника (феррула) при помощи эпоксидного клея или путем механического обжима. После чего, волокно скалывается на определенном расстоянии от торца наконечника и шлифуется. Поскольку торец наконечника имеет округлую форму (с радиусом закругления порядка 10-25 мм для РС и 5-12 мм для АРС — соединителей), конец оптического волокна принимает эту округлую форму в результате процесса шлифовки. Шлифовка торца оптического коннектора — сложный многоэтапный процесс, при котором строго контролируются значимые геометрические параметры, такие как:
Смещение вершины торца (Dome Offset или Apex Offset) — описывает отклонение верхней точки закругленного торца наконечника от продольной оси волокна. Согласно спецификации IEC, допустимо отклонение не более 50 микрон.
Заглубление (Undercut) — показывает насколько глубоко внутрь наконечника зашлифовано само волокно. При оптимальном значении заглубления прижимное усилие равномерно распределяется между волокном и керамическим наконечником. В случае превышения данного параметра — в результате более длительной шлифовки, волокно уходит глубже внутрь наконечника и таким образом теряется физический контакт. Однако также не желательна и обратная ситуация, когда волокно выступает за пределы торцевой поверхности наконечника вследствие недостаточной продолжительности шлифовки. В этом случае большая часть прижимного усилия (8-12 Ньютон) прикладывается к волокну, что может привести к появлению «эффекта усталости» эпоксидного клея и вдавливанию волокна внутрь наконечника. Как следствие — катастрофическое возрастание вносимых потерь.

### Параметры оптического соединения
В соединенном состоянии торцы стыкуемых соединителей прижимаются друг к другу с усилием 8-12 Ньютон. Возникающая в керамических наконечниках (ферулах) эластичная деформация приводит к появлению так называемого физического контакта (physical contact — PC) и снижению влияния Френелевского отражения. Тем не менее световой поток, проходя через место контакта, дважды переходит через границу двух сред с разными показателями преломления: стекло/воздух и воздух/стекло. Таким образом, соединение оптических волокон характеризуется двумя показателями:
- Вносимые потери — затухание сигнала на соединении, особенно важно учитывать при соединении одномодовых оптических волокон.

- Возвратные потери (обратное отражение) — это отношение мощности прямого сигнала к обратному (отражение луча в точке контакта оптических волокон). Необходимо максимально снижать его значение, так как любое отражение приводит к сбоям в работе высокоскоростных цифровых систем передачи.

## Применение
Волоконноптические соединители применяются там, где необходима возможность подключения/отключения оптоволокна: при изготовлении коммутационых шнуров — патч-кордов (соединители с обоих концов кабеля) и пигтейлов (соединитель только с одной стороны отрезка оптического волокна). Из-за процедур полировки и тонкой настройки, которые могут входить в комплекс изготовления оптических коннекторов, эти коннекторы могут собираться на производственном объекте изготовителя. Тем не менее, операции сборки и полировки могут выполняться и в том месте, где производятся монтажные работы, например, при изготовлении кросс-коннекторов между разными размерами.
Для улучшения параметров соединения оптических волокон, необходимо как можно качественнее смонтировать соединитель на оптическое волокно. Поэтому, в большинстве случаев, волоконноптические соединители устанавливаются на волокно в заводских условиях, на специальном оборудовании, с соблюдением всех технологических норм. В редких случаях специальные разновидности оптических коннекторов могут устанавливаться в «полевых» условиях, но характеристики таких соединителей хуже фабричных.